# Philip Hertz
Philip Hjetting Hertz (Gentofte, 16 luglio 1992) è un ex cestista danese con cittadinanza israeliana.

## Palmarès
- Coppa di Danimarca: 1

FOG Næstved: 2017